# Kiểm tra

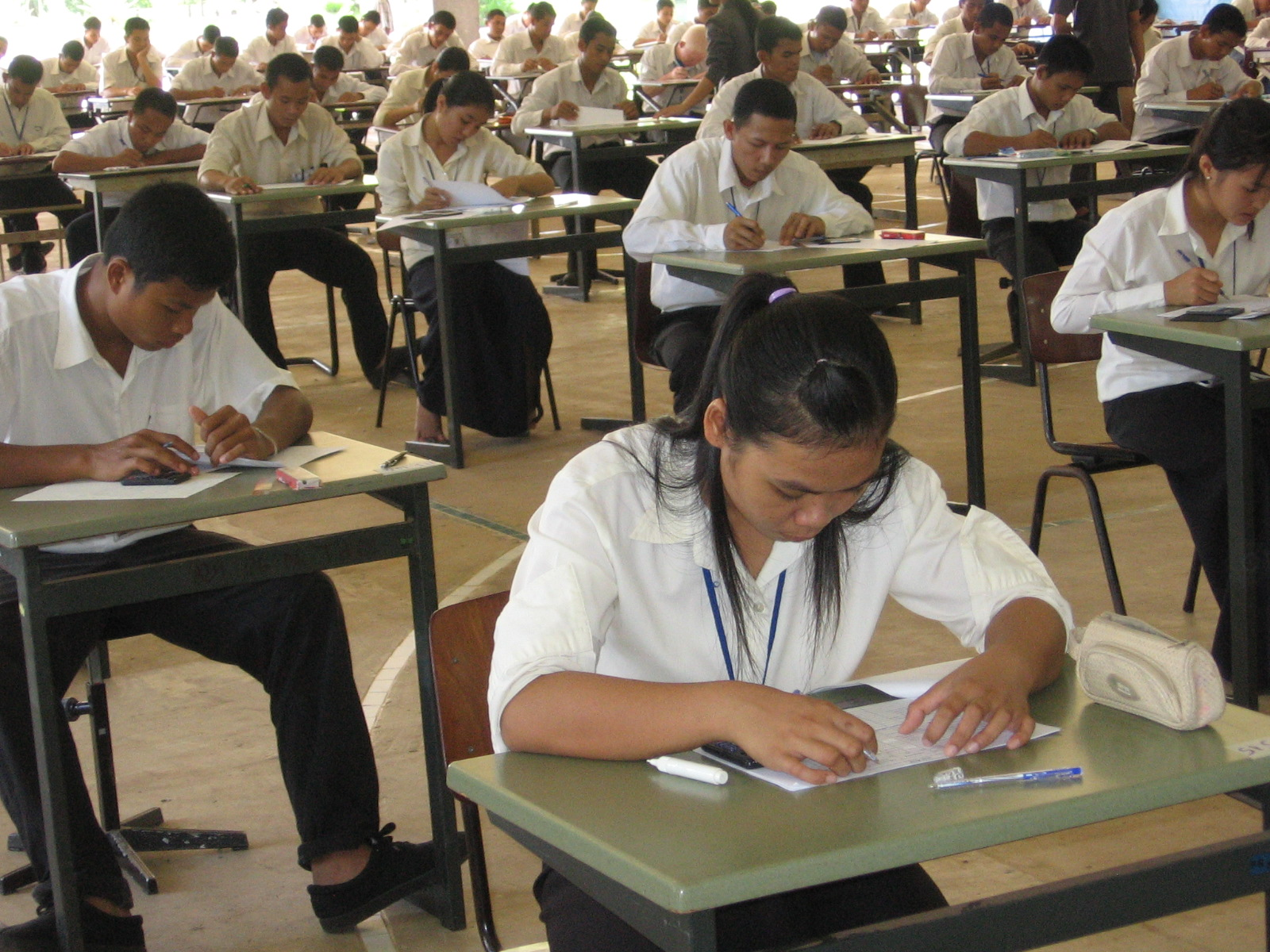
Học sinh Campuchia tham gia kỳ thi để đăng ký vào Trường Kỹ thuật Don Bosco của Sihanoukville năm 2008

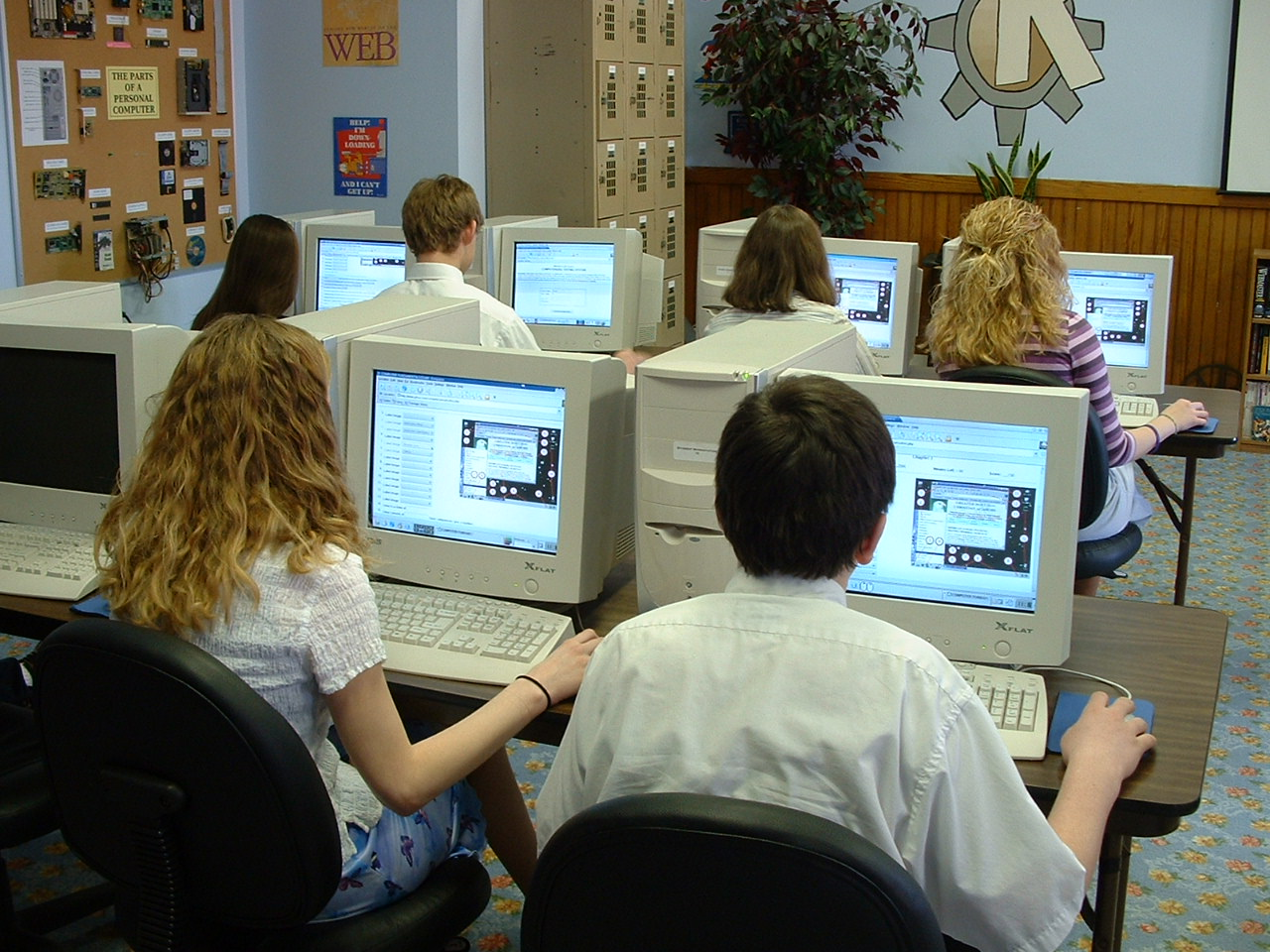
Sinh viên Mỹ trong một lớp học cơ bản về máy tính làm bài kiểm tra trên máy tính.

Kiểm tra, thi cử hoặc bài kiểm tra là một bài đánh giá giáo dục nhằm đo lường kiến thức, kỹ năng, năng khiếu, thể chất hoặc tính phân loại của người dự thi trong nhiều chủ đề khác nhau (ví dụ: niềm tin). Bài kiểm tra có thể được thực hiện bằng lời nói, trên giấy, trên máy tính hoặc trong một khu vực xác định trước yêu cầu người dự thi phải chứng minh hoặc thực hiện một số kỹ năng nhất định.
Các bài kiểm tra khác nhau về hình thức, độ nghiêm ngặt và yêu cầu. Không có sự đồng thuận chung hoặc tiêu chuẩn bất biến cho các định dạng và độ khó của bài kiểm tra. Thông thường, hình thức và độ khó của bài kiểm tra phụ thuộc vào triết lý giáo dục của người hướng dẫn, môn học, quy mô lớp học, chính sách của cơ sở giáo dục và yêu cầu của cơ quan quản lý hoặc công nhận.
Một bài kiểm tra có thể được thực hiện chính thức hoặc không chính thức. Một ví dụ về bài kiểm tra không chính thức là bài kiểm tra đọc do cha mẹ thực hiện cho trẻ. Bài kiểm tra chính thức có thể là bài kiểm tra cuối kỳ do giáo viên thực hiện trong lớp học hoặc bài kiểm tra IQ do nhà tâm lý học trong phòng khám thực hiện. Việc kiểm tra chính thức thường đưa ra kết quả để phân hạng  hoặc cho điểm. Điểm kiểm tra có thể được hiểu liên quan đến một tiêu chuẩn hoặc tiêu chí, hoặc đôi khi cả hai. Quy chuẩn có thể được thiết lập độc lập hoặc bằng cách phân tích thống kê của một số lượng lớn người tham gia kiểm tra.
Một bài kiểm tra có thể được một người hướng dẫn, một bác sĩ lâm sàng, một cơ quan quản lý hoặc một nhà cung cấp dịch vụ kiểm tra phát triển và thực hiện. Trong một số trường hợp, nhà phát triển có thể không chịu trách nhiệm trực tiếp về việc quản lý bài kiểm tra. Ví dụ: Dịch vụ Khảo thí Giáo dục (ETS), một tổ chức kiểm tra và đánh giá giáo dục phi lợi nhuận, phát triển các bài kiểm tra tiêu chuẩn như SAT nhưng có thể không trực tiếp tham gia vào việc quản lý hoặc tiến hành các bài kiểm tra này.

## Lịch sử

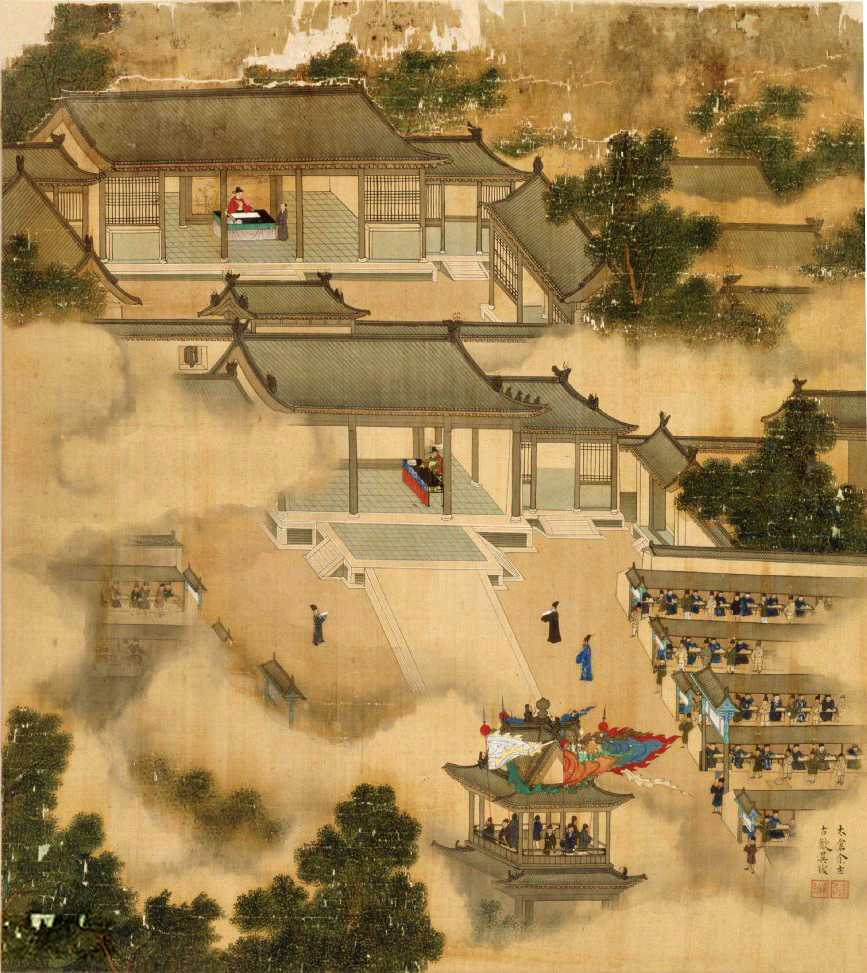
"Sự nghiệp khoa cử của Xu Xianqing" - ở dưới cùng bên phải, mô tả kỳ thi của vua tổ chức với hình ảnh các sĩ tử trong trường thi, năm 1590, triều đại nhà Minh

### Thi vấn đáp và các kỳ thi không chính thức
Các hệ thống kiểm tra và thi cử không chính thức, và không được tiêu chuẩn hóa đã tồn tại trong suốt lịch sử. Ví dụ, các bài kiểm tra kỹ năng như các cuộc thi bắn cung đã tồn tại ở Trung Quốc kể từ thời nhà Chu (hay mang tính thần thoại hơn từ thời nhà Nghiêu). Các kỳ thi vấn đáp được tổ chức ở nhiều nơi trên thế giới bao gồm cả Trung Quốc cổ đại và châu Âu. Tiền thân của các kỳ thi tại triều đình Trung Quốc sau này đã có từ thời nhà Hán, với các đặc trưng của Nho giáo được xác định rất kỹ. Tuy nhiên, những kỳ thi này không đưa ra con đường chính thức để bổ nhiệm làm quan chức chính phủ, phần lớn các việc bổ nhiệm được thực hiện thông qua các đề xuất dựa trên các phẩm chất như địa vị xã hội, đạo đức và năng lực.

### Trung Quốc
Các kỳ thi viết tiêu chuẩn hóa lần đầu tiên được thực hiện ở Trung Quốc. Chúng thường được gọi là khoa cử.
Các kỳ thi khoa cử của triều đình đã có nguồn gốc từ năm 605 vào triều đại nhà Tùy. Triều đại kế tục nó, nhà Đường đã thực hiện các kỳ thi khoa cử với quy mô tương đối nhỏ cho đến khi hệ thống thi cử được phát triển rộng rãi dưới thời trị vì của Võ Tắc Thiên. Nằm trong hệ thống thi mở rộng là một kỳ thi võ nhằm kiểm tra khả năng thể chất, nhưng kỳ thi võ chưa bao giờ có tác động đáng kể đến các quân đoàn sĩ quan Trung Quốc và bằng cấp quân sự được coi là kém hơn so với các bằng cấp dân sự. Bản chất chính xác của ảnh hưởng của Võ Tắc Thiên đối với hệ thống thi cử vẫn còn là một vấn đề tranh luận trong giới học thuật.
Trong thời nhà Tống, các hoàng đế đã mở rộng cả thi cử và hệ thống trường học của chính phủ, một phần để chống lại ảnh hưởng của giới quý tộc cha truyền con nối, tăng số lượng người có bằng cấp lên gấp 4 đến 5 lần so với thời nhà Đường. Từ triều đại nhà Tống trở đi, các kỳ thi đóng vai trò chính trong việc lựa chọn học giả-quan chức, những người hình thành nên tầng lớp văn minh của xã hội. Tuy nhiên, các kỳ thi đồng thời tồn tại với các hình thức tuyển dụng khác như bổ nhiệm trực tiếp cho các hoàng thân quốc thích, đề cử, chỉ định, thăng chức, bán các chức tước chính thức, và các thủ tục đặc biệt cho thái giám. Chu kỳ để kiểm tra nâng cao trình độ thông thường được ban hành vào năm 1067 là 3 năm 1 lần nhưng chu kỳ 3 năm này chỉ tồn tại trên danh nghĩa. Trong thực tế cả trước và sau này, các kỳ thi được thực hiện không thường xuyên trong những khoảng thời gian đáng kể: do đó các số liệu thống kê trung bình được tính toán cho số lượng bằng cấp được trao hàng năm. Các kỳ thi jinshi không phải là một sự kiện hàng năm và không được coi là như vậy; các số liệu trung bình hàng năm là một hành động cần thiết của phân tích định lượng. Các hoạt động của hệ thống thi cử này là một phần của hệ thống lưu giữ hồ sơ của hoàng gia, và ngày nhận được jinshi thường là một cột mốc tiểu sử quan trọng: đôi khi ngày đạt được jinshi là ngày chắc chắn duy nhất được biết đến trong cổ sử, thậm chí là ngày nổi bật nhất trong lịch sử cá nhân khi tương quan với lịch sử Trung Quốc.
Có sự gián đoạn ngắn đối với các kỳ thi xảy ra vào đầu triều đại nhà Nguyên vào thế kỷ 13, nhưng sau đó đã được tái lập với hạn ngạch khu vực có lợi cho người Mông Cổ và người Trung Quốc sinh sống ở miền Nam. Trong suốt triều đại nhà Minh và nhà Thanh, hệ thống này đã góp phần tạo nên tính chất hạn hẹp và tập trung của đời sống trí thức và nâng cao quyền lực chuyên quyền của hoàng đế. Hệ thống khoa cử này tiếp tục với một số sửa đổi cho đến khi bị bãi bỏ vào năm 1905 trong những năm cuối cùng của triều đại nhà Thanh. Hệ thống thi tuyển hiện đại để lựa chọn công chức cũng gián tiếp phát triển từ hệ thống của triều đình.